# Těšovice (district de Sokolov)
Pour les articles homonymes, voir Těšovice.
Těšovice (en allemand : Teschwitz) est une commune du district de Sokolov, dans la région de Karlovy Vary, en République tchèque. Sa population s'élevait à 263 habitants en 2020.

## Géographie
Těšovice se trouve sur la rive gauche de l'Ohře, à 2 km au nord-est du centre de Sokolov, à 15 km à l'ouest-sud-ouest de Karlovy Vary et à 127 km à l'ouest de Prague.
La commune est limitée par Královské Poříčí au nord-ouest et au nord, par Staré Sedlo à l'est et par Sokolov au sud-est, au sud et au sud-ouest.

## Galerie

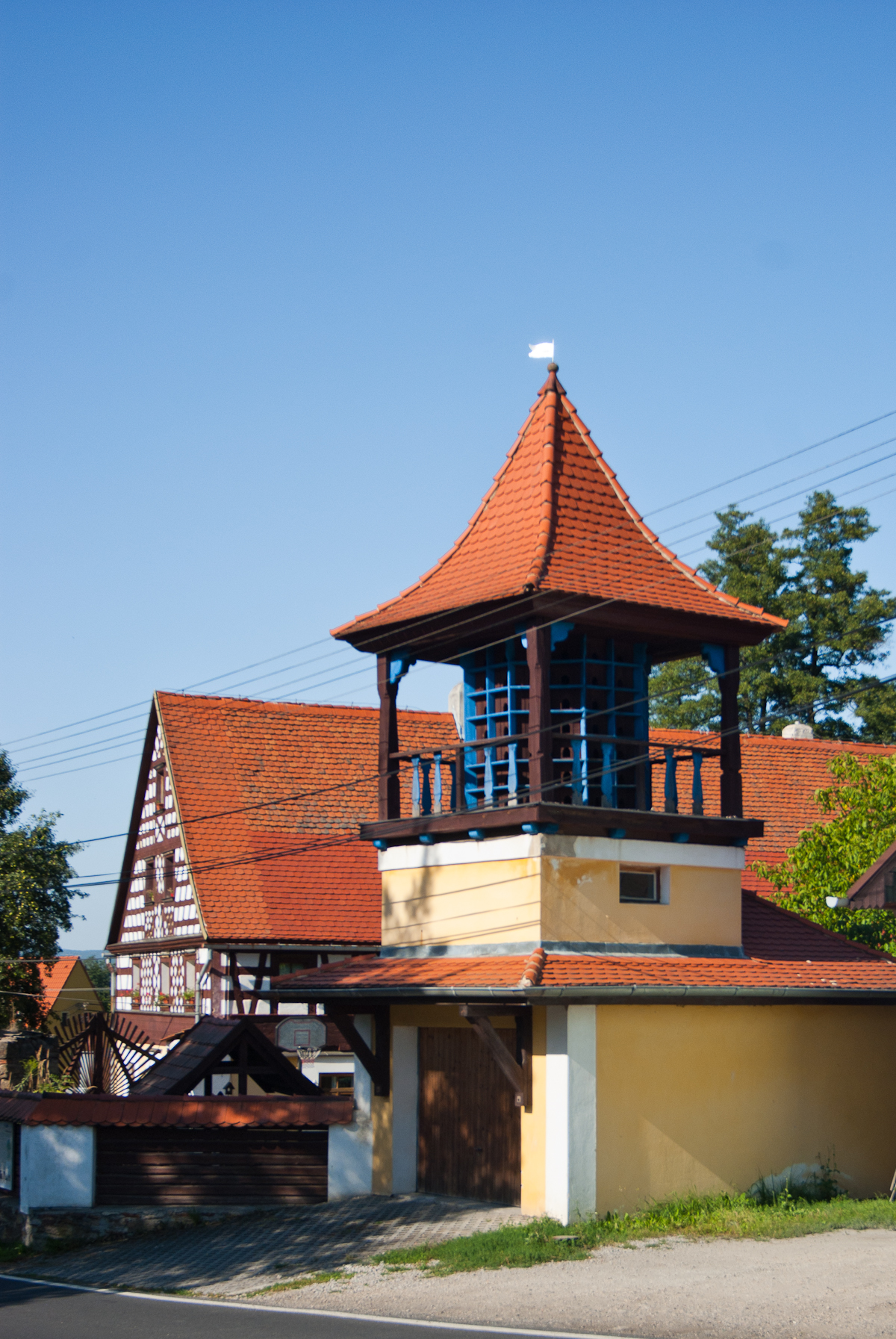
Pigeonnier.
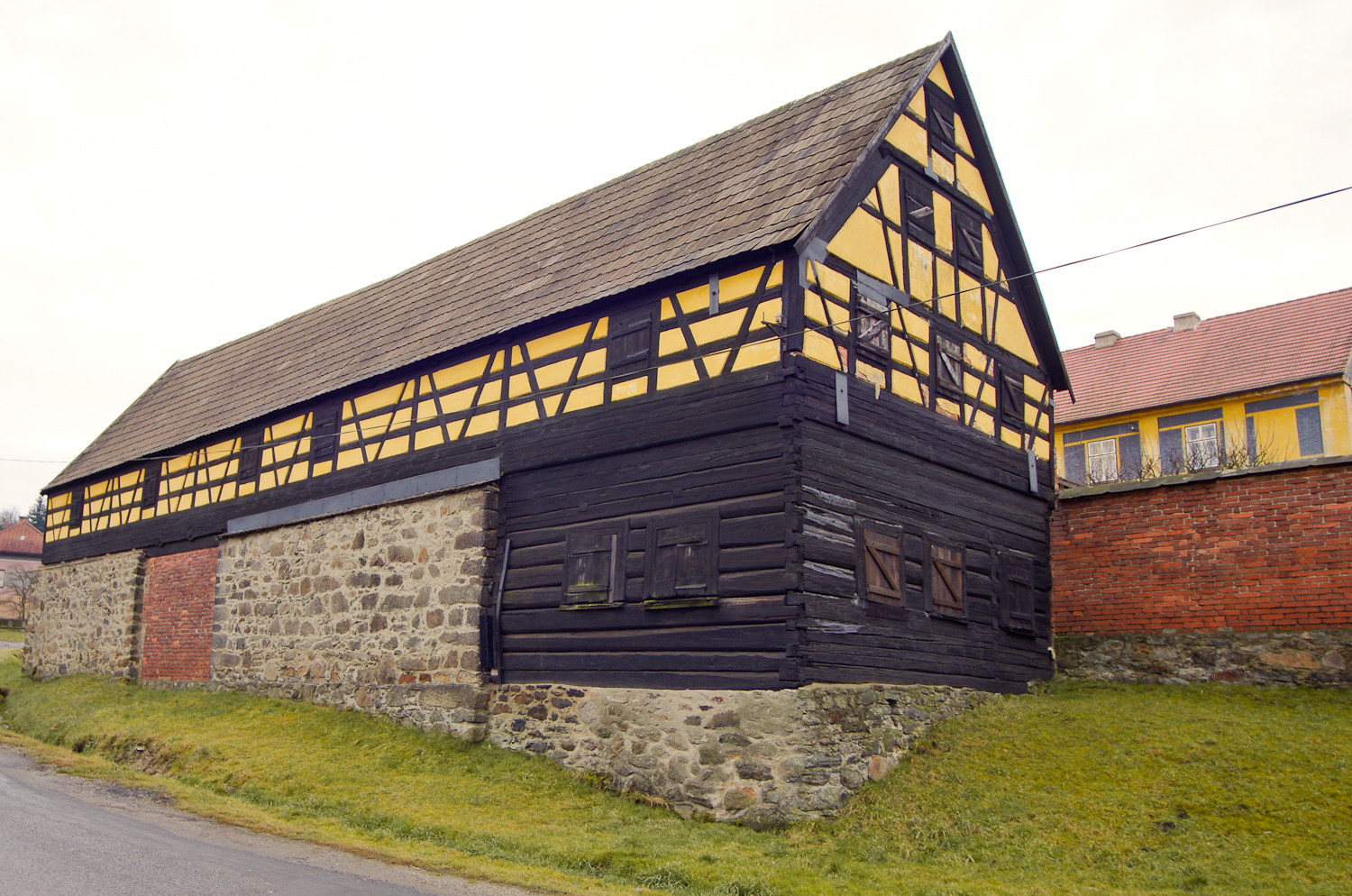
Ancienne architecture rurale.

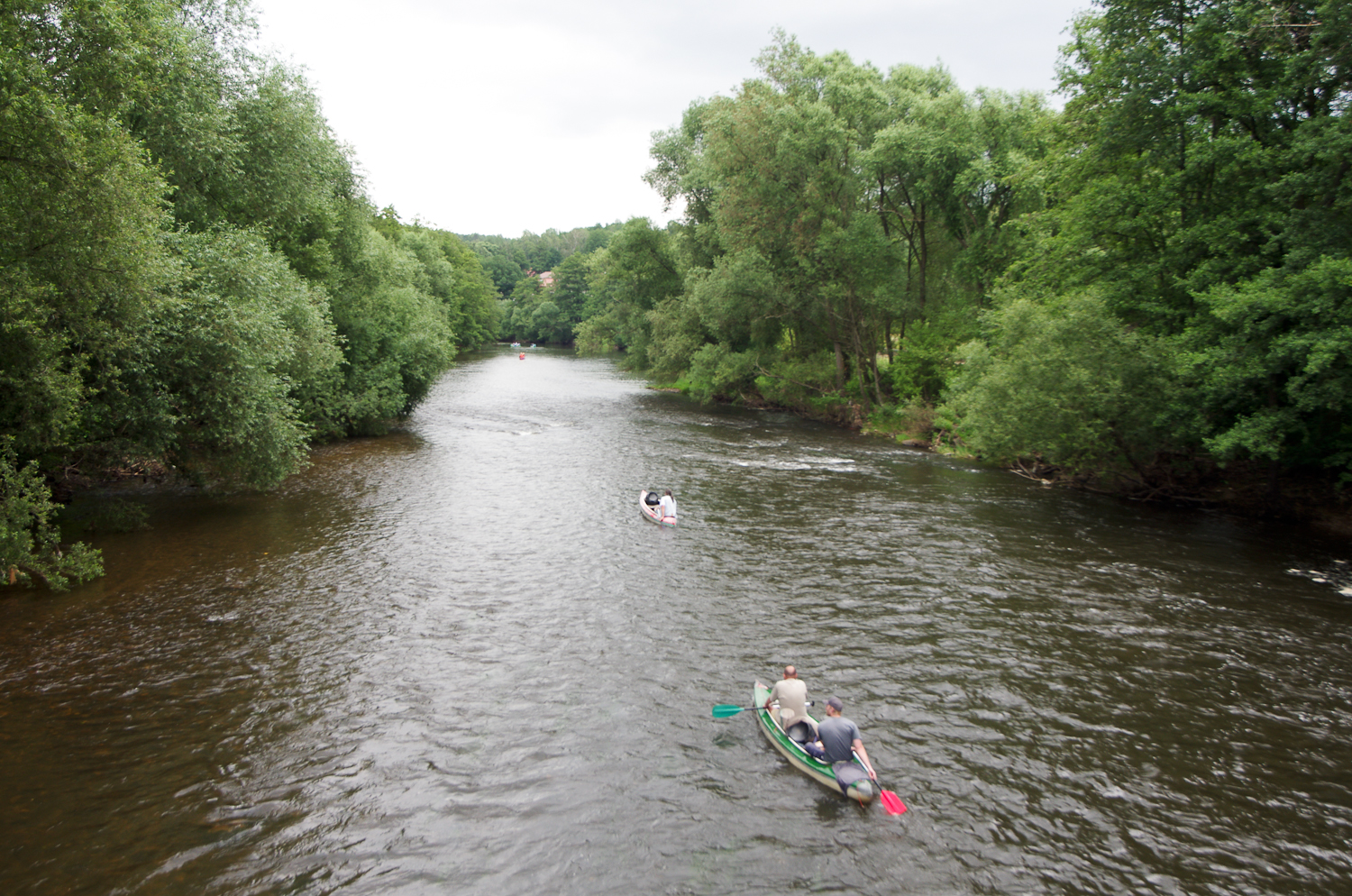
L'Ohře à Těšovice.

## Histoire
La première mention écrite de la localité date de 1454.